# James Dalton
James Dalton (Johannesburgo, 10 de agosto de 1972) es un exjugador sudafricano de rugby que se desempeñaba como hooker.

## Carrera
Debutó en la primera de Golden Lions en 1992 y con la llegada del profesionalismo fue contratado por los Lions, una de las franquicias sudafricanas del Super Rugby. Jugó con ambos hasta 2000, luego los Bulls lo contrataron por dos temporadas y se retiró al finalizar su contrato.

## Selección nacional
Fue convocado a los Springboks por primera vez en octubre de 1994 para enfrentar a los Pumas y disputó su último partido en noviembre de 2002 ante el XV de la Rosa. En total jugó 43 partidos y marcó cinco tries (25 puntos).

### Participaciones en Copas del Mundo
Solo disputó una Copa del Mundo: Sudáfrica 1995 donde se consagró campeón del Mundo. En el tercer partido, contra Canadá, fue sancionado junto a su compañero Pieter Hendriks y dos canadiendeses por una pelea. Hendriks fue expulsado del torneo y Dalton perdió su titularidad, fue reemplazado por Chris Rossouw y no volvió a jugar otro partido en el torneo.
| Mundial                       | Sede      | Resultado | PJ | Tries |
| ----------------------------- | --------- | --------- | -- | ----- |
| Copa Mundial de Rugby de 1995 | Sudáfrica | Campeón   | 2  | 0     |

## Palmarés
- Campeón de The Rugby Championship de 1998.
- Campeón de la Currie Cup de 1993, 1994 y 1999.
- Campeón de la Vodacom Cup de 1999.